# Арламовская Воля
Арла́мовская Во́ля (укр. Арламівська Воля) — село в Мостисской городской общине Яворовского района Львовской области Украины.
Население по переписи 2001 года составляло 1558 человек. Занимает площадь 2,454 км². Почтовый индекс — 81315. Телефонный код — 3234.